# Tour dels Alps Marítims i del Var 2021
El Tour dels Alps Marítims i del Var 2021, 53a edició del Tour dels Alps Marítims i del Var, es disputarà entre el 19 i el 21 de febrer de 2021 sobre un recorregut de 491,7 km repartits entre tres etapes. La cursa formava part del calendari de l'UCI Europa Tour 2021, amb una categoria 2.1.
El vencedor final fou l'italià Gianluca Brambilla (Trek-Segafredo) gràcies a la seva victòria en solitari en la darrera etapa. L'acompanyaren al podi Michael Woods (Israel Start-Up Nation) i Bauke Mollema (Trek-Segafredo), vencedors de la segona i primera etapa respectivament.

## Equips
En aquesta edició hi prendran part 22 equips:
| WorldTeams (11)- AG2R Citroën Team - Groupama-FDJ - Cofidis - Ineos Grenadiers - Trek-Segafredo - EF Education-Nippo - Astana-Premier Tech - Qhubeka Assos - Team DSM - UAE Team Emirates - Israel Start-Up Nation ProTeams (8)- Arkéa-Samsic - Total Direct Énergie - Delko - B&B Hotels p/b KTM - Alpecin-Fenix - Bingoal-WB - Burgos-BH - Equipo Kern Pharma Equips continentals (3)- Saint Michel-Auber 93 - Xelliss-Roubaix Lille Métropole - Swiss Racing |
| |

## Etapes
| Etapa    | Data      | Ciutats d'etapa     | type                    | Distància (km) | Vencedor de l'etapa | Líder de la general |
| -------- | --------- | ------------------- | ----------------------- | -------------- | ------------------- | ------------------- |
| 1a etapa | 19 de feb | Biòt – Gordon       | etapa de mitja muntanya | 186,8          | Bauke Mollema       | Bauke Mollema       |
| 2a etapa | 20 de feb | Faiença – Faiença   | etapa accidentada       | 168,9          | Michael Woods       | Michael Woods       |
| 3a etapa | 21 de feb | Blausasc – Blausasc | etapa de muntanya       | 136            | Gianluca Brambilla  | Gianluca Brambilla  |

### Etapa 1
| \| Classificació de l'etapa \| Classificació de l'etapa \| Classificació de l'etapa \| Classificació de l'etapa \| Classificació de l'etapa \| \| Corredor \| Corredor \| Equip \| Temps \| \| \| ------------------------ \| ------------------------ \| ------------------------ \| ------------------------ \| ------------------------ \| \| 1r \| Bauke Mollema \| Trek-Segafredo \| 4h 50' 20" \| \| \| 2n \| Greg Van Avermaet \| AG2R Citroën Team \| + 1" \| \| \| 3r \| Valentin Madouas \| Groupama-FDJ \| + 1" \| \| \| 4t \| Michael Woods \| Israel Start-Up Nation \| + 1" \| \| \| 5è \| Giulio Ciccone \| Trek-Segafredo \| + 1" \| \| \| 6è \| Dorian Godon \| AG2R Citroën Team \| + 1" \| \| \| 7è \| Rudy Molard \| Groupama-FDJ \| + 1" \| \| \| 8è \| Jesús Herrada López \| Cofidis \| + 1" \| \| \| 9è \| Thibaut Pinot \| Groupama-FDJ \| + 1" \| \| \| 10è \| David Gaudu \| Groupama-FDJ \| + 1" \| \| |                     |                        |            |
| |                     |                        |            |
| Font: ProCyclingStats |                     |                        |            |
| Classificació de l'etapa |                     |                        |            |
| Corredor | Corredor            | Equip                  | Temps      |
| 1r | Bauke Mollema       | Trek-Segafredo         | 4h 50' 20" |
| 2n | Greg Van Avermaet   | AG2R Citroën Team      | + 1"       |
| 3r | Valentin Madouas    | Groupama-FDJ           | + 1"       |
| 4t | Michael Woods       | Israel Start-Up Nation | + 1"       |
| 5è | Giulio Ciccone      | Trek-Segafredo         | + 1"       |
| 6è | Dorian Godon        | AG2R Citroën Team      | + 1"       |
| 7è | Rudy Molard         | Groupama-FDJ           | + 1"       |
| 8è | Jesús Herrada López | Cofidis                | + 1"       |
| 9è | Thibaut Pinot       | Groupama-FDJ           | + 1"       |
| 10è | David Gaudu         | Groupama-FDJ           | + 1"       |

| \| Classificació general \| Classificació general \| Classificació general \| Classificació general \| Classificació general \| \| Corredor \| Corredor \| Equip \| Temps \| \| \| --------------------- \| --------------------- \| ---------------------- \| --------------------- \| --------------------- \| \| 1r \| Bauke Mollema \| Trek-Segafredo \| 4h 50' 20" \| \| \| 2n \| Greg Van Avermaet \| AG2R Citroën Team \| + 1" \| \| \| 3r \| Valentin Madouas \| Groupama-FDJ \| + 1" \| \| \| 4t \| Michael Woods \| Israel Start-Up Nation \| + 1" \| \| \| 5è \| Giulio Ciccone \| Trek-Segafredo \| + 1" \| \| \| 6è \| Dorian Godon \| AG2R Citroën Team \| + 1" \| \| \| 7è \| Rudy Molard \| Groupama-FDJ \| + 1" \| \| \| 8è \| Jesús Herrada López \| Cofidis \| + 1" \| \| \| 9è \| Thibaut Pinot \| Groupama-FDJ \| + 1" \| \| \| 10è \| David Gaudu \| Groupama-FDJ \| + 1" \| \| |                     |                        |            |
| |                     |                        |            |
| Font: ProCyclingStats |                     |                        |            |
| Classificació general |                     |                        |            |
| Corredor | Corredor            | Equip                  | Temps      |
| 1r | Bauke Mollema       | Trek-Segafredo         | 4h 50' 20" |
| 2n | Greg Van Avermaet   | AG2R Citroën Team      | + 1"       |
| 3r | Valentin Madouas    | Groupama-FDJ           | + 1"       |
| 4t | Michael Woods       | Israel Start-Up Nation | + 1"       |
| 5è | Giulio Ciccone      | Trek-Segafredo         | + 1"       |
| 6è | Dorian Godon        | AG2R Citroën Team      | + 1"       |
| 7è | Rudy Molard         | Groupama-FDJ           | + 1"       |
| 8è | Jesús Herrada López | Cofidis                | + 1"       |
| 9è | Thibaut Pinot       | Groupama-FDJ           | + 1"       |
| 10è | David Gaudu         | Groupama-FDJ           | + 1"       |

### Etapa 2
| \| Classificació de l'etapa \| Classificació de l'etapa \| Classificació de l'etapa \| Classificació de l'etapa \| Classificació de l'etapa \| \| Corredor \| Corredor \| Equip \| Temps \| \| \| ------------------------ \| ------------------------ \| ------------------------ \| ------------------------ \| ------------------------ \| \| 1r \| Michael Woods \| Israel Start-Up Nation \| 4h 16' 54" \| \| \| 2n \| Bauke Mollema \| Trek-Segafredo \| + 2" \| \| \| 3r \| Jhonatan Narváez Prado \| Ineos Grenadiers \| + 4" \| \| \| 4t \| David Gaudu \| Groupama-FDJ \| + 7" \| \| \| 5è \| Alexis Vuillermoz \| Total Direct Énergie \| + 10" \| \| \| 6è \| Rudy Molard \| Groupama-FDJ \| + 10" \| \| \| 7è \| Ben O'Connor \| AG2R Citroën Team \| + 11" \| \| \| 8è \| Jesús Herrada López \| Cofidis \| + 13" \| \| \| 9è \| Arjen Livyns \| Bingoal-WB \| + 13" \| \| \| 10è \| Pàvel Sivakov \| Ineos Grenadiers \| + 13" \| \| |                        |                        |            |
| |                        |                        |            |
| Font: ProCyclingStats |                        |                        |            |
| Classificació de l'etapa |                        |                        |            |
| Corredor | Corredor               | Equip                  | Temps      |
| 1r | Michael Woods          | Israel Start-Up Nation | 4h 16' 54" |
| 2n | Bauke Mollema          | Trek-Segafredo         | + 2"       |
| 3r | Jhonatan Narváez Prado | Ineos Grenadiers       | + 4"       |
| 4t | David Gaudu            | Groupama-FDJ           | + 7"       |
| 5è | Alexis Vuillermoz      | Total Direct Énergie   | + 10"      |
| 6è | Rudy Molard            | Groupama-FDJ           | + 10"      |
| 7è | Ben O'Connor           | AG2R Citroën Team      | + 11"      |
| 8è | Jesús Herrada López    | Cofidis                | + 13"      |
| 9è | Arjen Livyns           | Bingoal-WB             | + 13"      |
| 10è | Pàvel Sivakov          | Ineos Grenadiers       | + 13"      |

| \| Classificació general \| Classificació general \| Classificació general \| Classificació general \| Classificació general \| \| Corredor \| Corredor \| Equip \| Temps \| \| \| --------------------- \| --------------------- \| ---------------------- \| --------------------- \| --------------------- \| \| 1r \| Michael Woods \| Israel Start-Up Nation \| 9h 07' 15" \| \| \| 2n \| Bauke Mollema \| Trek-Segafredo \| + 1" \| \| \| 3r \| David Gaudu \| Groupama-FDJ \| + 7" \| \| \| 4t \| Rudy Molard \| Groupama-FDJ \| + 10" \| \| \| 5è \| Ben O'Connor \| AG2R Citroën Team \| + 11" \| \| \| 6è \| Jesús Herrada López \| Cofidis \| + 13" \| \| \| 7è \| Giulio Ciccone \| Trek-Segafredo \| + 13" \| \| \| 8è \| Valentin Madouas \| Groupama-FDJ \| + 13" \| \| \| 9è \| Arjen Livyns \| Bingoal-WB \| + 13" \| \| \| 10è \| Nairo Quintana Rojas \| Arkéa-Samsic \| + 13" \| \| |                      |                        |            |
| |                      |                        |            |
| Font: ProCyclingStats |                      |                        |            |
| Classificació general |                      |                        |            |
| Corredor | Corredor             | Equip                  | Temps      |
| 1r | Michael Woods        | Israel Start-Up Nation | 9h 07' 15" |
| 2n | Bauke Mollema        | Trek-Segafredo         | + 1"       |
| 3r | David Gaudu          | Groupama-FDJ           | + 7"       |
| 4t | Rudy Molard          | Groupama-FDJ           | + 10"      |
| 5è | Ben O'Connor         | AG2R Citroën Team      | + 11"      |
| 6è | Jesús Herrada López  | Cofidis                | + 13"      |
| 7è | Giulio Ciccone       | Trek-Segafredo         | + 13"      |
| 8è | Valentin Madouas     | Groupama-FDJ           | + 13"      |
| 9è | Arjen Livyns         | Bingoal-WB             | + 13"      |
| 10è | Nairo Quintana Rojas | Arkéa-Samsic           | + 13"      |

### Etapa 3
| \| Classificació de l'etapa \| Classificació de l'etapa \| Classificació de l'etapa \| Classificació de l'etapa \| Classificació de l'etapa \| \| Corredor \| Corredor \| Equip \| Temps \| \| \| ------------------------ \| ------------------------ \| ------------------------ \| ------------------------ \| ------------------------ \| \| 1r \| Gianluca Brambilla \| Trek-Segafredo \| 3h 43' 32" \| \| \| 2n \| Tao Geoghegan Hart \| Ineos Grenadiers \| + 13" \| \| \| 3r \| Ben O'Connor \| AG2R Citroën Team \| + 13" \| \| \| 4t \| Rudy Molard \| Groupama-FDJ \| + 13" \| \| \| 5è \| Valentin Madouas \| Groupama-FDJ \| + 18" \| \| \| 6è \| Jakob Fuglsang \| Astana-Premier Tech \| + 18" \| \| \| 7è \| David Gaudu \| Groupama-FDJ \| + 18" \| \| \| 8è \| Bauke Mollema \| Trek-Segafredo \| + 18" \| \| \| 9è \| Nairo Quintana Rojas \| Arkéa-Samsic \| + 18" \| \| \| 10è \| Michael Woods \| Israel Start-Up Nation \| + 18" \| \| |                      |                        |            |
| |                      |                        |            |
| Font: ProCyclingStats |                      |                        |            |
| Classificació de l'etapa |                      |                        |            |
| Corredor | Corredor             | Equip                  | Temps      |
| 1r | Gianluca Brambilla   | Trek-Segafredo         | 3h 43' 32" |
| 2n | Tao Geoghegan Hart   | Ineos Grenadiers       | + 13"      |
| 3r | Ben O'Connor         | AG2R Citroën Team      | + 13"      |
| 4t | Rudy Molard          | Groupama-FDJ           | + 13"      |
| 5è | Valentin Madouas     | Groupama-FDJ           | + 18"      |
| 6è | Jakob Fuglsang       | Astana-Premier Tech    | + 18"      |
| 7è | David Gaudu          | Groupama-FDJ           | + 18"      |
| 8è | Bauke Mollema        | Trek-Segafredo         | + 18"      |
| 9è | Nairo Quintana Rojas | Arkéa-Samsic           | + 18"      |
| 10è | Michael Woods        | Israel Start-Up Nation | + 18"      |

## Classificacions finals

### Classificació general
| \| Classificació general \| Classificació general \| Classificació general \| Classificació general \| Classificació general \| \| Corredor \| Corredor \| Equip \| Temps \| \| \| --------------------- \| --------------------- \| ---------------------- \| --------------------- \| --------------------- \| \| 1r \| Gianluca Brambilla \| Trek-Segafredo \| 12h 51' 00" \| \| \| 2n \| Michael Woods \| Israel Start-Up Nation \| + 5" \| \| \| 3r \| Bauke Mollema \| Trek-Segafredo \| + 6" \| \| \| 4t \| Rudy Molard \| Groupama-FDJ \| + 10" \| \| \| 5è \| Ben O'Connor \| AG2R Citroën Team \| + 11" \| \| \| 6è \| David Gaudu \| Groupama-FDJ \| + 12" \| \| \| 7è \| Valentin Madouas \| Groupama-FDJ \| + 13" \| \| \| 8è \| Jakob Fuglsang \| Astana-Premier Tech \| + 18" \| \| \| 9è \| Nairo Quintana Rojas \| Arkéa-Samsic \| + 18" \| \| \| 10è \| Tao Geoghegan Hart \| Ineos Grenadiers \| + 26" \| \| |                      |                        |             |
| |                      |                        |             |
| Font: ProCyclingStats |                      |                        |             |
| Classificació general |                      |                        |             |
| Corredor | Corredor             | Equip                  | Temps       |
| 1r | Gianluca Brambilla   | Trek-Segafredo         | 12h 51' 00" |
| 2n | Michael Woods        | Israel Start-Up Nation | + 5"        |
| 3r | Bauke Mollema        | Trek-Segafredo         | + 6"        |
| 4t | Rudy Molard          | Groupama-FDJ           | + 10"       |
| 5è | Ben O'Connor         | AG2R Citroën Team      | + 11"       |
| 6è | David Gaudu          | Groupama-FDJ           | + 12"       |
| 7è | Valentin Madouas     | Groupama-FDJ           | + 13"       |
| 8è | Jakob Fuglsang       | Astana-Premier Tech    | + 18"       |
| 9è | Nairo Quintana Rojas | Arkéa-Samsic           | + 18"       |
| 10è | Tao Geoghegan Hart   | Ineos Grenadiers       | + 26"       |

#### Classificació per punts
| Classificació per punts | Classificació per punts | Classificació per punts | Classificació per punts | Classificació per punts |
| Corredor                | Corredor                | Equip                   | Punts                   |                         |
| ----------------------- | ----------------------- | ----------------------- | ----------------------- | ----------------------- |
| 1r                      | Bauke Mollema           | Trek-Segafredo          | 53 pts                  |                         |
| 2n                      | Michael Woods           | Israel Start-Up Nation  | 45 pts                  |                         |
| 3r                      | Rudy Molard             | Groupama-FDJ            | 33 pts                  |                         |
| 4t                      | David Gaudu             | Groupama-FDJ            | 29 pts                  |                         |
| 5è                      | Valentin Madouas        | Groupama-FDJ            | 28 pts                  |                         |

#### Classificació de la muntanya
| Classificació de la muntanya | Classificació de la muntanya | Classificació de la muntanya | Classificació de la muntanya | Classificació de la muntanya |
| Corredor                     | Corredor                     | Equip                        | Punts                        |                              |
| ---------------------------- | ---------------------------- | ---------------------------- | ---------------------------- | ---------------------------- |
| 1r                           | Martijn Tusveld              | Team DSM                     | 25 pts                       |                              |
| 2n                           | Valentin Madouas             | Groupama-FDJ                 | 22 pts                       |                              |
| 3r                           | Rudy Molard                  | Groupama-FDJ                 | 20 pts                       |                              |
| 4t                           | Biniam Girmay                | Delko                        | 16 pts                       |                              |
| 5è                           | Gianluca Brambilla           | Trek-Segafredo               | 15 pts                       |                              |

#### Classificació dels joves
| Classificació del millor jove | Classificació del millor jove | Classificació del millor jove | Classificació del millor jove | Classificació del millor jove |
| Corredor                      | Corredor                      | Equip                         | Temps                         |                               |
| ----------------------------- | ----------------------------- | ----------------------------- | ----------------------------- | ----------------------------- |
| 1r                            | David Gaudu                   | Groupama-FDJ                  | 12h 51' 12"                   |                               |
| 2n                            | Valentin Madouas              | Groupama-FDJ                  | + 1"                          |                               |
| 3r                            | Clément Champoussin           | AG2R Citroën Team             | + 1' 26"                      |                               |
| 4t                            | Michael Storer                | Team DSM                      | + 3' 30"                      |                               |
| 5è                            | Pàvel Sivakov                 | Ineos Grenadiers              | + 3' 41"                      |                               |

#### Classificació per equips
| Classificació per equips | Classificació per equips | Classificació per equips | Classificació per equips |
| Equip                    | Equip                    | Temps                    |                          |
| ------------------------ | ------------------------ | ------------------------ | ------------------------ |
| 1r                       | Groupama-FDJ             | 38h 33' 35"              |                          |
| 2n                       | Astana-Premier Tech      | + 5' 34"                 |                          |
| 3r                       | Ineos Grenadiers         | + 7' 28"                 |                          |
| 4t                       | Trek-Segafredo           | + 7' 50"                 |                          |
| 5è                       | AG2R Citroën Team        | + 11' 48"                |                          |

## Evolució de les classificacions
| Etapa                  | Vencedor               | Classificació general | Classificació per punts | Classificació de la muntanya | Classificació dels joves | Classificació per equips |
| ---------------------- | ---------------------- | --------------------- | ----------------------- | ---------------------------- | ------------------------ | ------------------------ |
| 1                      | Bauke Mollema          | Bauke Mollema         | Bauke Mollema           | Krists Neilands              | Valentin Madouas         | Trek-Segafredo           |
| 2                      | Michael Woods          | Michael Woods         | Bauke Mollema           | Biniam Girmay                | David Gaudu              | Trek-Segafredo           |
| 3                      | Gianluca Brambilla     | Gianluca Brambilla    | Bauke Mollema           | Martijn Tusveld              | David Gaudu              | Groupama-FDJ             |
| Classificacions finals | Classificacions finals | Gianluca Brambilla    | Bauke Mollema           | Martijn Tusveld              | David Gaudu              | Groupama-FDJ             |

## Llista des participants
| Arkéa-Samsic ARK | Arkéa-Samsic ARK           | Arkéa-Samsic ARK |
| ---------------- | -------------------------- | ---------------- |
| Núm              | Ciclista                   | Pos              |
| 1                | Nairo Quintana Rojas (COL) | 9è               |
| 2                | Amaury Capiot (BEL)        | 96è              |
| 3                | Miguel Flórez López (COL)  | DNF-3            |
| 4                | Élie Gesbert (FRA)         | 71è              |
| 5                | Romain Hardy (FRA)         | DNF-1            |
| 6                | Łukasz Owsian (POL)        | 67è              |

| AG2R Citroën Team ACT | AG2R Citroën Team ACT     | AG2R Citroën Team ACT |
| --------------------- | ------------------------- | --------------------- |
| Núm                   | Ciclista                  | Pos                   |
| 11                    | Clément Champoussin (FRA) | 11è                   |
| 12                    | Ben Gastauer (LUX)        | 48è                   |
| 13                    | Dorian Godon (FRA)        | 34è                   |
| 14                    | Ben O'Connor (AUS)        | 5è                    |
| 15                    | Oliver Naesen (BEL)       | 50è                   |
| 16                    | Nans Peters (FRA)         | 78è                   |
| 17                    | Greg Van Avermaet (BEL)   | 44è                   |

| Trek-Segafredo TFS | Trek-Segafredo TFS       | Trek-Segafredo TFS |
| ------------------ | ------------------------ | ------------------ |
| Núm                | Ciclista                 | Pos                |
| 21                 | Bauke Mollema (NED)      | 3r                 |
| 22                 | Julien Bernard (FRA)     | 94è                |
| 23                 | Gianluca Brambilla (ITA) | 1r                 |
| 24                 | Giulio Ciccone (ITA)     | 28è                |
| 25                 | Kenny Elissonde (FRA)    | 33è                |
| 26                 | Juan Pedro López (ESP)   | 36è                |
| 27                 | Toms Skujiņš (LAT)       | 83è                |

| Team DSM DSM | Team DSM DSM             | Team DSM DSM |
| ------------ | ------------------------ | ------------ |
| Núm          | Ciclista                 | Pos          |
| 31           | Martijn Tusveld (NED)    | 47è          |
| 32           | Martin Salmon (GER)      | 115è         |
| 33           | Kevin Vermaerke (USA)    | DNF-3        |
| 34           | Michael Storer (AUS)     | 13è          |
| 35           | Marco Brenner (GER)      | 88è          |
| 36           | Leon Heinschke (GER)     | 103è         |
| 37           | Henri Vandenabeele (BEL) | 69è          |

| Groupama-FDJ GFC | Groupama-FDJ GFC       | Groupama-FDJ GFC |
| ---------------- | ---------------------- | ---------------- |
| Núm              | Ciclista               | Pos              |
| 41               | Thibaut Pinot (FRA)    | 35è              |
| 42               | Bruno Armirail (FRA)   | 30è              |
| 43               | David Gaudu (FRA)      | 6è               |
| 44               | Simon Guglielmi (FRA)  | 53è              |
| 45               | Valentin Madouas (FRA) | 7è               |
| 46               | Rudy Molard (FRA)      | 4t               |
| 47               | Antoine Duchesne (CAN) | DNF-3            |

| Cofidis COF | Cofidis COF                   | Cofidis COF |
| ----------- | ----------------------------- | ----------- |
| Núm         | Ciclista                      | Pos         |
| 51          | Jesús Herrada López (ESP)     | 24è         |
| 52          | Simon Geschke (GER)           | 40è         |
| 53          | Jean-Pierre Drucker (LUX)     | DNF-3       |
| 54          | Christophe Laporte (FRA)      | 61è         |
| 55          | Fernando Barceló Aragón (ESP) | 97è         |
| 56          | Anthony Perez (FRA)           | 32è         |
| 57          | Pierre-Luc Périchon (FRA)     | 93è         |

| EF Education-Nippo EFN | EF Education-Nippo EFN    | EF Education-Nippo EFN |
| ---------------------- | ------------------------- | ---------------------- |
| Núm                    | Ciclista                  | Pos                    |
| 61                     | Magnus Cort Nielsen (DEN) | 37è                    |
| 62                     | Simon Carr (GBR)          | 19è                    |
| 63                     | Mitchell Docker (AUS)     | 113è                   |
| 64                     | Julien El Fares (FRA)     | 45è                    |
| 65                     | Jens Keukeleire (BEL)     | 108è                   |
| 66                     | Hideto Nakane (JPN)       | DNF-3                  |
| 67                     | Thomas Scully (NZL)       | 114è                   |

| Qhubeka Assos TQA | Qhubeka Assos TQA          | Qhubeka Assos TQA |
| ----------------- | -------------------------- | ----------------- |
| Núm               | Ciclista                   | Pos               |
| 71                | Fabio Aru (ITA)            | 27è               |
| 72                | Sander Armée (BEL)         | 21è               |
| 73                | Dimitri Claeys (BEL)       | 95è               |
| 74                | Robert Power (AUS)         | 116è              |
| 75                | Emil Nygaard Vinjebo (DEN) | 74è               |
| 76                | Simon Clarke (AUS)         | 43è               |
| 77                | Łukasz Wiśniowski (POL)    | 111è              |

| Ineos Grenadiers IGD | Ineos Grenadiers IGD         | Ineos Grenadiers IGD |
| -------------------- | ---------------------------- | -------------------- |
| Núm                  | Ciclista                     | Pos                  |
| 81                   | Geraint Thomas (GBR)         | 26è                  |
| 82                   | Rohan Dennis (AUS)           | 64è                  |
| 83                   | Tao Geoghegan Hart (GBR)     | 10è                  |
| 84                   | Jhonatan Narváez Prado (ECU) | 38è                  |
| 85                   | Thomas Pidcock (GBR)         | 52è                  |
| 86                   | Pàvel Sivakov (RUS)          | 16è                  |
| 87                   | Dylan van Baarle (NED)       | 65è                  |

| Astana-Premier Tech APT | Astana-Premier Tech APT       | Astana-Premier Tech APT |
| ----------------------- | ----------------------------- | ----------------------- |
| Núm                     | Ciclista                      | Pos                     |
| 91                      | Jakob Fuglsang (DEN)          | 8è                      |
| 92                      | Fabio Felline (ITA)           | 51è                     |
| 93                      | Hugo Houle (CAN)              | 41è                     |
| 94                      | Gorka Izagirre Insausti (ESP) | 12è                     |
| 95                      | Omar Fraile Matarranz (ESP)   | 60è                     |
| 96                      | Harold Tejada (COL)           | 18è                     |
| 97                      | Manuele Boaro (ITA)           | DNF-3                   |

| UAE Team Emirates UAD | UAE Team Emirates UAD                   | UAE Team Emirates UAD |
| --------------------- | --------------------------------------- | --------------------- |
| Núm                   | Ciclista                                | Pos                   |
| 101                   | Rui Alberto Faria da Costa (POR) (ruta) | 54è                   |
| 102                   | Andrés Camilo Ardila (COL)              | 75è                   |
| 103                   | David de la Cruz Melgarejo (ESP)        | 39è                   |
| 104                   | Joe Dombrowski (USA)                    | 63è                   |
| 105                   | Ryan Gibbons (RSA) (ruta)               | 42è                   |
| 106                   | Aliaksandr Rabuixenka (BLR)             | DNF-3                 |
| 107                   | Cristian Camilo Muñoz (COL)             | 85è                   |

| Israel Start-Up Nation ISN | Israel Start-Up Nation ISN | Israel Start-Up Nation ISN |
| -------------------------- | -------------------------- | -------------------------- |
| Núm                        | Ciclista                   | Pos                        |
| 111                        | Michael Woods (CAN)        | 2n                         |
| 112                        | Sep Vanmarcke (BEL)        | 78è                        |
| 113                        | Patrick Bevin (NZL)        | 100è                       |
| 114                        | Hugo Hofstetter (FRA)      | 84è                        |
| 115                        | Daryl Impey (RSA)          | 70è                        |
| 116                        | Daniel Martin (IRL)        | 15è                        |
| 117                        | Krists Neilands (LAT)      | 57è                        |

| Total Direct Énergie TDE | Total Direct Énergie TDE          | Total Direct Énergie TDE |
| ------------------------ | --------------------------------- | ------------------------ |
| Núm                      | Ciclista                          | Pos                      |
| 121                      | Pierre Latour (FRA)               | DNF-2                    |
| 122                      | Mathieu Burgaudeau (FRA)          | 56è                      |
| 123                      | Víctor de la Parte González (ESP) | 29è                      |
| 124                      | Fabien Doubey (FRA)               | 81è                      |
| 125                      | Cristián Rodríguez Martín (ESP)   | DNF-2                    |
| 126                      | Anthony Turgis (FRA)              | DNF-3                    |
| 127                      | Alexis Vuillermoz (FRA)           | 20è                      |

| Delko DKO | Delko DKO                      | Delko DKO |
| --------- | ------------------------------ | --------- |
| Núm       | Ciclista                       | Pos       |
| 131       | Mauro Finetto (ITA)            | 62è       |
| 132       | Clément Berthet (FRA)          | 77è       |
| 133       | Clément Carisey (FRA)          | DNF-3     |
| 134       | Yacob Debesay (ERI)            | 112è      |
| 135       | José Manuel Díaz Gallego (ESP) | 22è       |
| 136       | Biniam Girmay (ERI)            | 102è      |
| 137       | Mathias Le Turnier (FRA)       | DNF-3     |

| B&B Hotels p/b KTM BBK | B&B Hotels p/b KTM BBK | B&B Hotels p/b KTM BBK |
| ---------------------- | ---------------------- | ---------------------- |
| Núm                    | Ciclista               | Pos                    |
| 141                    | Cyril Barthe (FRA)     | 66è                    |
| 142                    | Nicola Bagioli (ITA)   | 76è                    |
| 143                    | Cyril Gautier (FRA)    | 73è                    |
| 144                    | Thibault Ferasse (FRA) | 82è                    |
| 145                    | Jonathan Hivert (FRA)  | 25è                    |
| 146                    | Eliot Lietaer (BEL)    | DNF-3                  |
| 147                    | Quentin Pacher (FRA)   | 58è                    |

| Alpecin-Fenix AFC | Alpecin-Fenix AFC     | Alpecin-Fenix AFC |
| ----------------- | --------------------- | ----------------- |
| Núm               | Ciclista              | Pos               |
| 151               | Xandro Meurisse (BEL) | 55è               |
| 152               | Floris De Tier (BEL)  | 86è               |
| 153               | Otto Vergaerde (BEL)  | DNF-3             |
| 154               | Jimmy Janssens (BEL)  | 23è               |
| 155               | Ben Tulett (GBR)      | 17è               |
| 156               | Petr Vakoč (CZE)      | 46è               |

| Bingoal-WB BWB | Bingoal-WB BWB        | Bingoal-WB BWB |
| -------------- | --------------------- | -------------- |
| Núm            | Ciclista              | Pos            |
| 161            | Jelle Vanendert (BEL) | 59è            |
| 162            | Laurens Huys (BEL)    | 31è            |
| 163            | Arjen Livyns (BEL)    | 14è            |
| 164            | Rémy Mertz (BEL)      | 106è           |
| 165            | Kenny Molly (BEL)     | 49è            |
| 166            | Luc Wirtgen (LUX)     | 89è            |
| 167            | Tom Wirtgen (LUX)     | 104è           |

| Burgos-BH BBH | Burgos-BH BBH               | Burgos-BH BBH |
| ------------- | --------------------------- | ------------- |
| Núm           | Ciclista                    | Pos           |
| 171           | Ángel Madrazo Ruiz (ESP)    | 109è          |
| 172           | Victor Langellotti (MON)    | 80è           |
| 173           | Ander Okamika (ESP)         | 105è          |
| 174           | Óscar Cabedo (ESP)          | 101è          |
| 175           | Jetse Bol (NED)             | 98è           |
| 176           | Pelayo Sánchez Mayo (ESP)   | 87è           |
| 177           | Diego Rubio Hernández (ESP) | DNF-3         |

| Equipo Kern Pharma EKP | Equipo Kern Pharma EKP     | Equipo Kern Pharma EKP |
| ---------------------- | -------------------------- | ---------------------- |
| Núm                    | Ciclista                   | Pos                    |
| 181                    | Roger Adrià Oliveras (ESP) | DNF-3                  |
| 182                    | Urko Berrade (ESP)         | 72è                    |
| 183                    | Iván Moreno (ESP)          | 99è                    |
| 184                    | José Félix Parra (ESP)     | 90è                    |
| 185                    | Jaime Castrillo (ESP)      | DNF-3                  |
| 186                    | Jon Agirre Egaña (ESP)     | DNF-3                  |
| 187                    | Carlos García Pierna (ESP) | 110è                   |

| Saint Michel-Auber 93 AUB | Saint Michel-Auber 93 AUB | Saint Michel-Auber 93 AUB |
| ------------------------- | ------------------------- | ------------------------- |
| Núm                       | Ciclista                  | Pos                       |
| 191                       | Stéphane Rossetto (FRA)   | NP-3                      |
| 192                       | Romain Cardis (FRA)       | NP-3                      |
| 193                       | Adrien Guillonnet (FRA)   | NP-3                      |
| 194                       | Baptiste Bleier (FRA)     | DNF-2                     |
| 195                       | Flavien Maurelet (FRA)    | NP-3                      |
| 197                       | Morne van Niekerk (RSA)   | NP-3                      |

| Xelliss-Roubaix Lille Métropole XRL | Xelliss-Roubaix Lille Métropole XRL | Xelliss-Roubaix Lille Métropole XRL |
| ----------------------------------- | ----------------------------------- | ----------------------------------- |
| Núm                                 | Ciclista                            | Pos                                 |
| 201                                 | Julien Antomarchi (FRA)             | DNF-3                               |
| 202                                 | Mathias De Witte (BEL)              | DNF-2                               |
| 203                                 | Dylan Kowalski (FRA)                | 107è                                |
| 205                                 | Jérémy Leveau (FRA)                 | DNF-3                               |
| 206                                 | Maximilien Picoux (BEL)             | DNF-3                               |
| 207                                 | Maxime Urruty (FRA)                 | DNF-3                               |

| Swiss Racing Academy SRA | Swiss Racing Academy SRA | Swiss Racing Academy SRA |
| ------------------------ | ------------------------ | ------------------------ |
| Núm                      | Ciclista                 | Pos                      |
| 211                      | Matthias Reutimann (SUI) | DNF-3                    |
| 212                      | Stuart Balfour (GBR)     | 92è                      |
| 213                      | Aloïs Charrin (FRA)      | 91è                      |
| 214                      | Damian Lüscher (SUI)     | DNF-3                    |
| 215                      | Andrea Mifsud            | 117è                     |
| 216                      | Reto Müller (SUI)        | DNF-3                    |
| 217                      | Yannis Voisard (SUI)     | 68è                      |

| Arkéa-Samsic ARK | Arkéa-Samsic ARK           | Arkéa-Samsic ARK |
| ---------------- | -------------------------- | ---------------- |
| Núm              | Ciclista                   | Pos              |
| 1                | Nairo Quintana Rojas (COL) | 9è               |
| 2                | Amaury Capiot (BEL)        | 96è              |
| 3                | Miguel Flórez López (COL)  | DNF-3            |
| 4                | Élie Gesbert (FRA)         | 71è              |
| 5                | Romain Hardy (FRA)         | DNF-1            |
| 6                | Łukasz Owsian (POL)        | 67è              |

| AG2R Citroën Team ACT | AG2R Citroën Team ACT     | AG2R Citroën Team ACT |
| --------------------- | ------------------------- | --------------------- |
| Núm                   | Ciclista                  | Pos                   |
| 11                    | Clément Champoussin (FRA) | 11è                   |
| 12                    | Ben Gastauer (LUX)        | 48è                   |
| 13                    | Dorian Godon (FRA)        | 34è                   |
| 14                    | Ben O'Connor (AUS)        | 5è                    |
| 15                    | Oliver Naesen (BEL)       | 50è                   |
| 16                    | Nans Peters (FRA)         | 78è                   |
| 17                    | Greg Van Avermaet (BEL)   | 44è                   |

| Trek-Segafredo TFS | Trek-Segafredo TFS       | Trek-Segafredo TFS |
| ------------------ | ------------------------ | ------------------ |
| Núm                | Ciclista                 | Pos                |
| 21                 | Bauke Mollema (NED)      | 3r                 |
| 22                 | Julien Bernard (FRA)     | 94è                |
| 23                 | Gianluca Brambilla (ITA) | 1r                 |
| 24                 | Giulio Ciccone (ITA)     | 28è                |
| 25                 | Kenny Elissonde (FRA)    | 33è                |
| 26                 | Juan Pedro López (ESP)   | 36è                |
| 27                 | Toms Skujiņš (LAT)       | 83è                |

| Team DSM DSM | Team DSM DSM             | Team DSM DSM |
| ------------ | ------------------------ | ------------ |
| Núm          | Ciclista                 | Pos          |
| 31           | Martijn Tusveld (NED)    | 47è          |
| 32           | Martin Salmon (GER)      | 115è         |
| 33           | Kevin Vermaerke (USA)    | DNF-3        |
| 34           | Michael Storer (AUS)     | 13è          |
| 35           | Marco Brenner (GER)      | 88è          |
| 36           | Leon Heinschke (GER)     | 103è         |
| 37           | Henri Vandenabeele (BEL) | 69è          |

| Groupama-FDJ GFC | Groupama-FDJ GFC       | Groupama-FDJ GFC |
| ---------------- | ---------------------- | ---------------- |
| Núm              | Ciclista               | Pos              |
| 41               | Thibaut Pinot (FRA)    | 35è              |
| 42               | Bruno Armirail (FRA)   | 30è              |
| 43               | David Gaudu (FRA)      | 6è               |
| 44               | Simon Guglielmi (FRA)  | 53è              |
| 45               | Valentin Madouas (FRA) | 7è               |
| 46               | Rudy Molard (FRA)      | 4t               |
| 47               | Antoine Duchesne (CAN) | DNF-3            |

| Cofidis COF | Cofidis COF                   | Cofidis COF |
| ----------- | ----------------------------- | ----------- |
| Núm         | Ciclista                      | Pos         |
| 51          | Jesús Herrada López (ESP)     | 24è         |
| 52          | Simon Geschke (GER)           | 40è         |
| 53          | Jean-Pierre Drucker (LUX)     | DNF-3       |
| 54          | Christophe Laporte (FRA)      | 61è         |
| 55          | Fernando Barceló Aragón (ESP) | 97è         |
| 56          | Anthony Perez (FRA)           | 32è         |
| 57          | Pierre-Luc Périchon (FRA)     | 93è         |

| EF Education-Nippo EFN | EF Education-Nippo EFN    | EF Education-Nippo EFN |
| ---------------------- | ------------------------- | ---------------------- |
| Núm                    | Ciclista                  | Pos                    |
| 61                     | Magnus Cort Nielsen (DEN) | 37è                    |
| 62                     | Simon Carr (GBR)          | 19è                    |
| 63                     | Mitchell Docker (AUS)     | 113è                   |
| 64                     | Julien El Fares (FRA)     | 45è                    |
| 65                     | Jens Keukeleire (BEL)     | 108è                   |
| 66                     | Hideto Nakane (JPN)       | DNF-3                  |
| 67                     | Thomas Scully (NZL)       | 114è                   |

| Qhubeka Assos TQA | Qhubeka Assos TQA          | Qhubeka Assos TQA |
| ----------------- | -------------------------- | ----------------- |
| Núm               | Ciclista                   | Pos               |
| 71                | Fabio Aru (ITA)            | 27è               |
| 72                | Sander Armée (BEL)         | 21è               |
| 73                | Dimitri Claeys (BEL)       | 95è               |
| 74                | Robert Power (AUS)         | 116è              |
| 75                | Emil Nygaard Vinjebo (DEN) | 74è               |
| 76                | Simon Clarke (AUS)         | 43è               |
| 77                | Łukasz Wiśniowski (POL)    | 111è              |

| Ineos Grenadiers IGD | Ineos Grenadiers IGD         | Ineos Grenadiers IGD |
| -------------------- | ---------------------------- | -------------------- |
| Núm                  | Ciclista                     | Pos                  |
| 81                   | Geraint Thomas (GBR)         | 26è                  |
| 82                   | Rohan Dennis (AUS)           | 64è                  |
| 83                   | Tao Geoghegan Hart (GBR)     | 10è                  |
| 84                   | Jhonatan Narváez Prado (ECU) | 38è                  |
| 85                   | Thomas Pidcock (GBR)         | 52è                  |
| 86                   | Pàvel Sivakov (RUS)          | 16è                  |
| 87                   | Dylan van Baarle (NED)       | 65è                  |

| Astana-Premier Tech APT | Astana-Premier Tech APT       | Astana-Premier Tech APT |
| ----------------------- | ----------------------------- | ----------------------- |
| Núm                     | Ciclista                      | Pos                     |
| 91                      | Jakob Fuglsang (DEN)          | 8è                      |
| 92                      | Fabio Felline (ITA)           | 51è                     |
| 93                      | Hugo Houle (CAN)              | 41è                     |
| 94                      | Gorka Izagirre Insausti (ESP) | 12è                     |
| 95                      | Omar Fraile Matarranz (ESP)   | 60è                     |
| 96                      | Harold Tejada (COL)           | 18è                     |
| 97                      | Manuele Boaro (ITA)           | DNF-3                   |

| UAE Team Emirates UAD | UAE Team Emirates UAD                   | UAE Team Emirates UAD |
| --------------------- | --------------------------------------- | --------------------- |
| Núm                   | Ciclista                                | Pos                   |
| 101                   | Rui Alberto Faria da Costa (POR) (ruta) | 54è                   |
| 102                   | Andrés Camilo Ardila (COL)              | 75è                   |
| 103                   | David de la Cruz Melgarejo (ESP)        | 39è                   |
| 104                   | Joe Dombrowski (USA)                    | 63è                   |
| 105                   | Ryan Gibbons (RSA) (ruta)               | 42è                   |
| 106                   | Aliaksandr Rabuixenka (BLR)             | DNF-3                 |
| 107                   | Cristian Camilo Muñoz (COL)             | 85è                   |

| Israel Start-Up Nation ISN | Israel Start-Up Nation ISN | Israel Start-Up Nation ISN |
| -------------------------- | -------------------------- | -------------------------- |
| Núm                        | Ciclista                   | Pos                        |
| 111                        | Michael Woods (CAN)        | 2n                         |
| 112                        | Sep Vanmarcke (BEL)        | 78è                        |
| 113                        | Patrick Bevin (NZL)        | 100è                       |
| 114                        | Hugo Hofstetter (FRA)      | 84è                        |
| 115                        | Daryl Impey (RSA)          | 70è                        |
| 116                        | Daniel Martin (IRL)        | 15è                        |
| 117                        | Krists Neilands (LAT)      | 57è                        |

| Total Direct Énergie TDE | Total Direct Énergie TDE          | Total Direct Énergie TDE |
| ------------------------ | --------------------------------- | ------------------------ |
| Núm                      | Ciclista                          | Pos                      |
| 121                      | Pierre Latour (FRA)               | DNF-2                    |
| 122                      | Mathieu Burgaudeau (FRA)          | 56è                      |
| 123                      | Víctor de la Parte González (ESP) | 29è                      |
| 124                      | Fabien Doubey (FRA)               | 81è                      |
| 125                      | Cristián Rodríguez Martín (ESP)   | DNF-2                    |
| 126                      | Anthony Turgis (FRA)              | DNF-3                    |
| 127                      | Alexis Vuillermoz (FRA)           | 20è                      |

| Delko DKO | Delko DKO                      | Delko DKO |
| --------- | ------------------------------ | --------- |
| Núm       | Ciclista                       | Pos       |
| 131       | Mauro Finetto (ITA)            | 62è       |
| 132       | Clément Berthet (FRA)          | 77è       |
| 133       | Clément Carisey (FRA)          | DNF-3     |
| 134       | Yacob Debesay (ERI)            | 112è      |
| 135       | José Manuel Díaz Gallego (ESP) | 22è       |
| 136       | Biniam Girmay (ERI)            | 102è      |
| 137       | Mathias Le Turnier (FRA)       | DNF-3     |

| B&B Hotels p/b KTM BBK | B&B Hotels p/b KTM BBK | B&B Hotels p/b KTM BBK |
| ---------------------- | ---------------------- | ---------------------- |
| Núm                    | Ciclista               | Pos                    |
| 141                    | Cyril Barthe (FRA)     | 66è                    |
| 142                    | Nicola Bagioli (ITA)   | 76è                    |
| 143                    | Cyril Gautier (FRA)    | 73è                    |
| 144                    | Thibault Ferasse (FRA) | 82è                    |
| 145                    | Jonathan Hivert (FRA)  | 25è                    |
| 146                    | Eliot Lietaer (BEL)    | DNF-3                  |
| 147                    | Quentin Pacher (FRA)   | 58è                    |

| Alpecin-Fenix AFC | Alpecin-Fenix AFC     | Alpecin-Fenix AFC |
| ----------------- | --------------------- | ----------------- |
| Núm               | Ciclista              | Pos               |
| 151               | Xandro Meurisse (BEL) | 55è               |
| 152               | Floris De Tier (BEL)  | 86è               |
| 153               | Otto Vergaerde (BEL)  | DNF-3             |
| 154               | Jimmy Janssens (BEL)  | 23è               |
| 155               | Ben Tulett (GBR)      | 17è               |
| 156               | Petr Vakoč (CZE)      | 46è               |

| Bingoal-WB BWB | Bingoal-WB BWB        | Bingoal-WB BWB |
| -------------- | --------------------- | -------------- |
| Núm            | Ciclista              | Pos            |
| 161            | Jelle Vanendert (BEL) | 59è            |
| 162            | Laurens Huys (BEL)    | 31è            |
| 163            | Arjen Livyns (BEL)    | 14è            |
| 164            | Rémy Mertz (BEL)      | 106è           |
| 165            | Kenny Molly (BEL)     | 49è            |
| 166            | Luc Wirtgen (LUX)     | 89è            |
| 167            | Tom Wirtgen (LUX)     | 104è           |

| Burgos-BH BBH | Burgos-BH BBH               | Burgos-BH BBH |
| ------------- | --------------------------- | ------------- |
| Núm           | Ciclista                    | Pos           |
| 171           | Ángel Madrazo Ruiz (ESP)    | 109è          |
| 172           | Victor Langellotti (MON)    | 80è           |
| 173           | Ander Okamika (ESP)         | 105è          |
| 174           | Óscar Cabedo (ESP)          | 101è          |
| 175           | Jetse Bol (NED)             | 98è           |
| 176           | Pelayo Sánchez Mayo (ESP)   | 87è           |
| 177           | Diego Rubio Hernández (ESP) | DNF-3         |

| Equipo Kern Pharma EKP | Equipo Kern Pharma EKP     | Equipo Kern Pharma EKP |
| ---------------------- | -------------------------- | ---------------------- |
| Núm                    | Ciclista                   | Pos                    |
| 181                    | Roger Adrià Oliveras (ESP) | DNF-3                  |
| 182                    | Urko Berrade (ESP)         | 72è                    |
| 183                    | Iván Moreno (ESP)          | 99è                    |
| 184                    | José Félix Parra (ESP)     | 90è                    |
| 185                    | Jaime Castrillo (ESP)      | DNF-3                  |
| 186                    | Jon Agirre Egaña (ESP)     | DNF-3                  |
| 187                    | Carlos García Pierna (ESP) | 110è                   |

| Saint Michel-Auber 93 AUB | Saint Michel-Auber 93 AUB | Saint Michel-Auber 93 AUB |
| ------------------------- | ------------------------- | ------------------------- |
| Núm                       | Ciclista                  | Pos                       |
| 191                       | Stéphane Rossetto (FRA)   | NP-3                      |
| 192                       | Romain Cardis (FRA)       | NP-3                      |
| 193                       | Adrien Guillonnet (FRA)   | NP-3                      |
| 194                       | Baptiste Bleier (FRA)     | DNF-2                     |
| 195                       | Flavien Maurelet (FRA)    | NP-3                      |
| 197                       | Morne van Niekerk (RSA)   | NP-3                      |

| Xelliss-Roubaix Lille Métropole XRL | Xelliss-Roubaix Lille Métropole XRL | Xelliss-Roubaix Lille Métropole XRL |
| ----------------------------------- | ----------------------------------- | ----------------------------------- |
| Núm                                 | Ciclista                            | Pos                                 |
| 201                                 | Julien Antomarchi (FRA)             | DNF-3                               |
| 202                                 | Mathias De Witte (BEL)              | DNF-2                               |
| 203                                 | Dylan Kowalski (FRA)                | 107è                                |
| 205                                 | Jérémy Leveau (FRA)                 | DNF-3                               |
| 206                                 | Maximilien Picoux (BEL)             | DNF-3                               |
| 207                                 | Maxime Urruty (FRA)                 | DNF-3                               |

| Swiss Racing Academy SRA | Swiss Racing Academy SRA | Swiss Racing Academy SRA |
| ------------------------ | ------------------------ | ------------------------ |
| Núm                      | Ciclista                 | Pos                      |
| 211                      | Matthias Reutimann (SUI) | DNF-3                    |
| 212                      | Stuart Balfour (GBR)     | 92è                      |
| 213                      | Aloïs Charrin (FRA)      | 91è                      |
| 214                      | Damian Lüscher (SUI)     | DNF-3                    |
| 215                      | Andrea Mifsud            | 117è                     |
| 216                      | Reto Müller (SUI)        | DNF-3                    |
| 217                      | Yannis Voisard (SUI)     | 68è                      |